# Balla Virág
Balla Virág (Győr, 1994. június 26. –) Európa-bajnok magyar kenus.

## Sportpályafutása
A 2012-es ifjúsági és U23-as Európa-bajnokságon, a portugáliai Montemor-o-Velhóban az ifjúságiak versenyében C2 500 m-en bronzérmet szerzett Pogány Nikolett-tel.
A 2014-es ifjúsági és U23-as Európa-bajnokságon, a franciaországi Mantes-en-Yvelines-ben már az U23-asok versenyében indult, és C1 200 m-en ezüstérmes lett csakúgy, mint C2 500 m-en Kovács Dorottyával.
A 2015-ben a duisburgi világkupán C1 500 m-en aranyérmet, C1 200 m-en ezüstérmet szerzett. A 2015-ös bascovi ifjúsági és U23-as Európa-bajnokságon C1 500 m-en első helyen végzett, C1 200 m-en harmadik, C2 200 m-en Kovács Dorottyával negyedik lett.
A 2016-os ifjúsági és U23-as gyorsasági kajak-kenu világbajnokságon Minszkben C2 500 m-en aranyérmes, míg C2 200 m-en ezüstérmes lett; mindkét számban Takács Kincsővel.
Ugyancsak Takács Kincsővel a 2016-os gyorsasági kajak-kenu Európa-bajnokságon Moszkvában C2 500 m-en bronzérmet szerzett.
2017-es világkupa-sorozat első helyszínén, a portugáliai Montemor-o-Velhóban C1 200 m-en, C1 500 m-en, C1 5000 m-en és C2 500 m-en (Takács Kincsővel) aranyérmes lett.
A 2018-as Európa-bajnokságon C2 500 méteren aranyérmet, C1 200 méteren bronzérmet szerzett. A 2018-as gyorsasági kajak-kenu világbajnokságon kenu 200 méteren ötödik lett.
A 2018-as világbajnokságon C2 500 méteren Takács Kincsővel ezüstérmet szerzett.
A 2019. évi Európa-játékokon aranyérmet nyert Takács Kincsővel C2 500 méteren.
A tokiói olimpián kenu egyes 200 méteren 9. helyen végzett. Kenu kettes 500 méteren Takács Kincsővel az 5. helyen végzett.

## Nemzetközi versenyek

### ORV
|         | 2010    |
| ------- | ------- |
| K2 100m | 3. hely |
| K2 500m | 4. hely |

### Ifjúsági és U23-as Európa-bajnokság
|         | 2012    | 2014    | 2015    |
| ------- | ------- | ------- | ------- |
| C1 200m |         | 2. hely | 3. hely |
| C1 500m |         |         | 1. hely |
| C2 200m |         |         | 4. hely |
| C2 500m | 3. hely | 2. hely |         |

### Világkupa
|          | 2015    | 2017    |
| -------- | ------- | ------- |
| C1 200m  | 2. hely | 1. hely |
| C1 500m  | 1. hely | 1. hely |
| C2 500m  |         | 1. hely |
| C1 5000m |         | 1. hely |

### Felnőtt Európa-bajnokság
|         | 2016    | 2017    |
| ------- | ------- | ------- |
| C2 500m | 3. hely | 1. hely |

### Világbajnokság - U23
|         | 2016    |
| ------- | ------- |
| C2 200m | 2. hely |
| C2 500m | 1. hely |

## Magyar bajnokság

### Maraton Magyar bajnokság
|      | 2012    | 2013    | 2014    |
| ---- | ------- | ------- | ------- |
| 5 km | 2. hely | 3. hely | 2. hely |

### Ifjúsági és U23
|               | 2012    | 2013    |
| ------------- | ------- | ------- |
| C1 200m U23   | 4. hely |         |
| C1 200m       | 3. hely | 2. hely |
| C2 500m       | 1. hely | 1. hely |
| C4 férfi 500m | 5. hely |         |

### U23
|         | 2014    | 2015    | 2016    |
| ------- | ------- | ------- | ------- |
| C1 200m | 1. hely | 1. hely | 1. hely |
| C1 500m |         | 1. hely | 1. hely |
| C2 500m | 1. hely | 1. hely | 1. hely |

### Felnőtt
|         | 2013    | 2014    | 2015    | 2016    |
| ------- | ------- | ------- | ------- | ------- |
| C1 200m | 2. hely | 3. hely | 3. hely | 2. hely |
| C1 500m |         |         |         | 2. hely |
| C2 200m |         | 1. hely |         |         |
| C2 500m | 2. hely | 3. hely | 2. hely | 1. hely |

## Díjak, elismerések
- Az év magyar női kenusa (2019[16])